# Kassenzahnärztliche Vereinigung Baden-Württemberg
Die Kassenzahnärztliche Vereinigung Baden-Württemberg (KZV BW) ist eine Einrichtung der vertragszahnärztlichen Selbstverwaltung. Sie ist eine Körperschaft des öffentlichen Rechts und erfüllt die ihr übertragenen Aufgaben als Selbstverwaltungskörperschaft. Mitglieder der KZV BW sind ca. 8.100 als Freiberufler tätige Vertragszahnärzte davon 2.383 angestellte Zahnärzte in Baden-Württemberg (Stand: Juni 2023). Die KZV BW stellt die zahnmedizinische Versorgung der neun Millionen gesetzlich krankenversicherten Patienten in Baden-Württemberg flächendeckend gemäß dem Sicherstellungsauftrag nach § 72 Fünftes Buch Sozialgesetzbuch sicher. Die Rechtsaufsicht führt das Ministerium für Soziales und Integration Baden-Württemberg.
Die KZV BW ist eine von 17 Landes-KZVen in Deutschland. Die Landes-KZVen entsprechen – mit Ausnahme von Nordrhein-Westfalen, das in zwei KZV-Bereiche (KZV Nordrhein und KZV Westfalen-Lippe) aufgeteilt ist – den Bundesländern. Alle Landes-KZVen sind Mitglied der Kassenzahnärztlichen Bundesvereinigung, K.d.ö.R. (KZBV). Jeder Zahnarzt muss Mitglied einer Landes-KZV sein, um mit den Krankenkassen die Behandlung von Kassenpatienten abrechnen zu können.

## Geschichte
Baden-Württemberg ist seit dem 1. Januar 1973 in vier Regierungsbezirke eingeteilt. Seitdem waren in Baden-Württemberg vier Kassenzahnärztliche Vereinigungen für die Sicherstellung der zahnärztlichen Versorgung zuständig. Sie wurden von ehrenamtlichen Vorständen geführt.
- Kassenzahnärztliche Vereinigung Freiburg,
- Kassenzahnärztliche Vereinigung Karlsruhe,
- Kassenzahnärztliche Vereinigung Stuttgart
- Kassenzahnärztliche Vereinigung Tübingen

Mit dem GKV-Modernisierungsgesetz von 2003 wurde die Zusammenlegung der vier KZVen zum 1. Januar 2005 beschlossen, woraus die Kassenzahnärztliche Vereinigung Baden-Württemberg entstanden ist. Die bis dahin bestehenden eigenständigen Bezirks-KZVen wurden zu Bezirksdirektionen in Freiburg, Karlsruhe, Stuttgart und Tübingen. Gleichzeitig schrieb das GKV-Modernisierungsgesetz vor, dass die Vorstände ihre Aufgaben hauptamtlich durchzuführen haben. Das Sozialgesetzbuch lässt nach § 79 SGB V nur drei Vorstände zu. In der ersten Amtsperiode 2005–2010 bestand in Baden-Württemberg jedoch eine Sonderregelung, wonach der hauptamtliche Vorstand aus vier Vorständen zusammengesetzt war. Dies sollte die Fusion der vier KZVen erleichtern. Mit der Amtsperiode, die am 1. Januar 2011 begann, wurde der Vorstand auf die maximal zulässigen drei Vorstandsmitglieder reduziert.

## Organisation
Die KZV BW besteht aus der Hauptverwaltung in Stuttgart und den Bezirksdirektionen in Freiburg, Mannheim, Stuttgart und Tübingen. Organe der KZV BW sind die Vertreterversammlung und der hauptamtliche Vorstand. Der Vorstand setzt sich derzeit zusammen aus Torsten Tomppert als Vorsitzender des Vorstandes sowie Peter Riedel und Christian Finster als stellvertretende Vorstandsvorsitzende. Die Vertreterversammlung wird gebildet aus 50 Vertragszahnärzten, die von der Vertragszahnärzteschaft Baden-Württembergs für sechs Jahre gewählt werden. Dem Vorstand und der Vertreterversammlung steht ein Landesbeirat beratend zur Seite, der beide Organe in der strategischen Ausrichtung der KZV BW unterstützt. Die laufende Amtsperiode endet 2028.

### Bisherige Vorsitzende
Seit Gründung der KZV BW im Jahre 2005 standen der Körperschaft zwei Vorsitzende des Vorstands vor. In der Gründungsphase führte ab 1. Januar 2005 Peter Kuttruff die Vereinigung, der zuvor bereits Vorsitzender des Vorstands der KZV Stuttgart gewesen ist. Ihm folgte ab 1. Januar 2010 Ute Maier nach. Seit 1. Januar 2023 ist Torsten Tomppert Vorstandsvorsitzender der KZV BW.

## Aufgaben

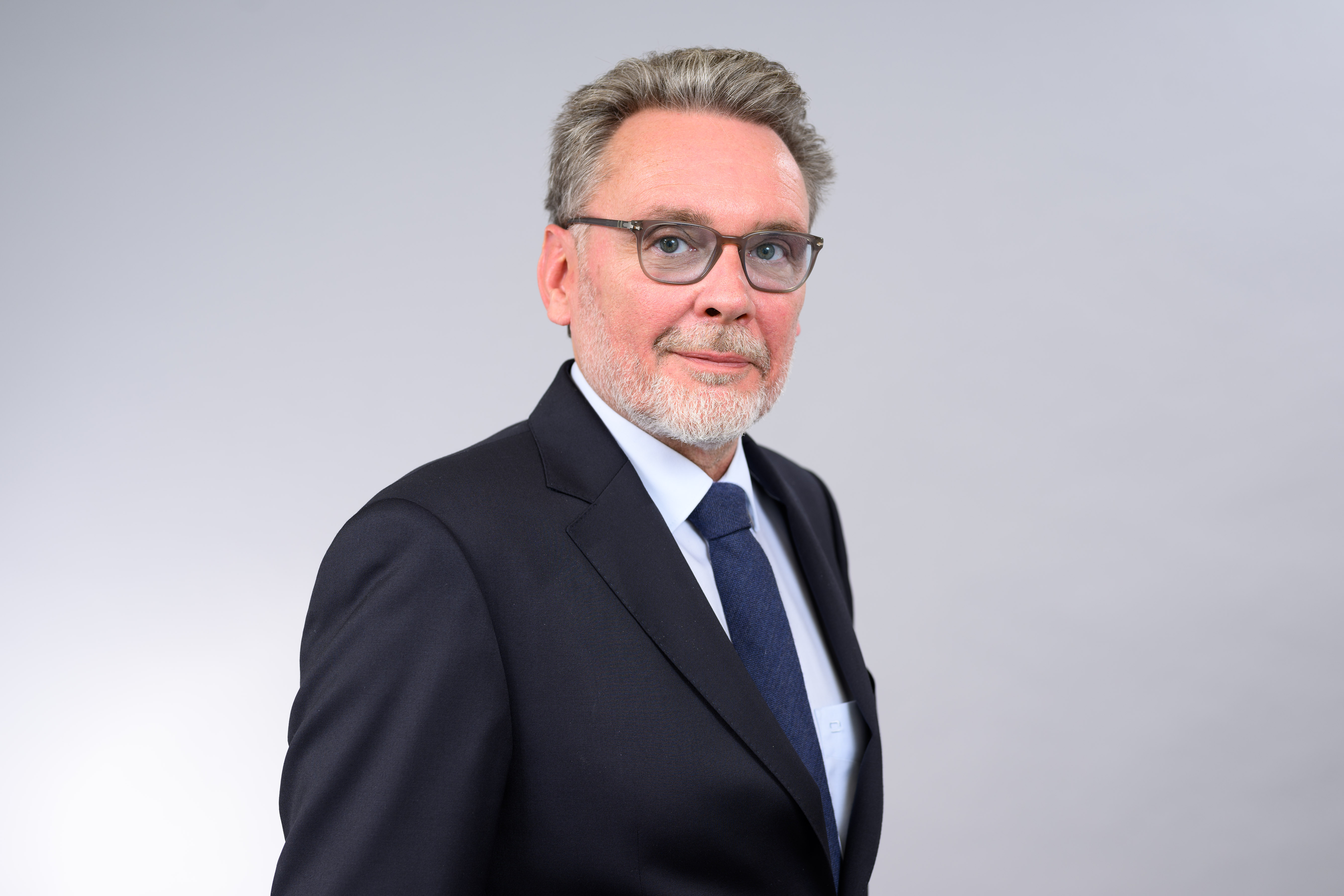
Torsten Tomppert, Vorstandsvorsitzender

Die KZV BW versteht sich als Dienstleister für ihre Mitglieder, übt darüber hinaus  hoheitliche Aufgaben aus und führt ein Dienstsiegel. Als Berufsvertretung setzt sie sich in Land und Bund für die freie Arztwahl der Bürger ein, für eine flexible wohnortnahe Versorgung, für die Therapiefreiheit in der zahnärztlichen Behandlung, für eine Entbürokratisierung der zahnmedizinischen Berufsausübung und für die Stärkung des Prinzips der Selbstverwaltung.
Zu den Aufgaben der KZV BW zählen (gemäß SGB V und Satzung der KZV BW in der von der Rechtsaufsicht genehmigten Fassung vom 15. Januar 2016):
- Sicherstellung der ambulanten vertragszahnärztlichen Versorgung in Baden-Württemberg
- Vertretung der Rechte und Interessen der Mitglieder
- Sicherstellung des zahnärztlichen Notfalldienstes
- Abschluss von Gesamtverträgen (Kollektivvertrag, Selektivvertrag) mit den gesetzlichen Krankenkassen
- Sicherstellung einer angemessenen Vergütung der an der vertragszahnärztlichen Versorgung teilnehmenden Zahnärzte
- Abrechnung der ambulant erbrachten vertragszahnärztlichen Leistungen gegenüber den Krankenkassen
- Honorarverteilung
- Beratung der Mitglieder in allen für die Praxis und die Praxisführung relevanten Belangen
- Beratung der Patienten in Fragen der vertragszahnärztlichen Versorgung

## Public Relations
Offizielles Organ der Kassenzahnärztlichen Vereinigung Baden-Württemberg und der Landeszahnärztekammer Baden-Württemberg ist das monatlich erscheinende Zahnärzteblatt Baden-Württemberg mit einer verbreiteten Auflage von 12.000 Exemplaren. Darüber hinaus unterhalten diese beiden Körperschaften das Informationszentrum Zahn- und Mundgesundheit Baden-Württemberg (IZZ). Das IZZ der beiden Körperschaften widmet sich u. a. der zahnmedizinischen Prophylaxe.